# Tappei Nagatsuki
Tappei Nagatsuki, noto anche con lo pseudonimo di Nezumi-iro neko (鼠色猫?) (長月達平?, Nagatsuki Tappei; Giappone, 11 marzo 1987), è un romanziere, sceneggiatore e fumettista giapponese.
È conosciuto principalmente per essere l'autore della light novel Re:Zero - Starting Life in Another World.
Nagatsuki inizialmente ha serializzato la serie come web novel (scrivendo con il nome utente Nezumi-iro neko) sul sito Shōsetsuka ni narō dal 20 aprile 2012 in poi. Al 1 aprile 2016 ha pubblicato sei romanzi e due storie secondarie, per un totale di 429 capitoli. Dopo la pubblicazione della web novel, Media Factory ha acquisito la serie per la pubblicazione cartacea. A settembre 2016 sono stati pubblicati nove volumi, due volumi di racconti secondari e due raccolte di racconti. La serie è stata adattata in anime, manga e visual novel. Nagatsuki è stato molto attivo nella produzione dell'anime, partecipando a riunioni di sceneggiatura, sessioni di registrazione e doppiaggio.

## Opere

### Romanzi
- Re:Zero - Starting Life in Another World (2014–in corso)

### Sceneggiature anime
- Senyoku no Sigrdrifa (2020)
- Vivy: Fluorite Eye's Song (2021)
- Suicide Squad Isekai (2024)